# Ubaldo Oppi
Ubaldo Oppi (Bologna, 29 luglio 1889 – Vicenza, 25 ottobre 1942) è stato un pittore italiano, fra gli iniziatori del movimento artistico del Novecento nel 1922 a Milano. È inoltre considerato uno dei maggiori esponenti del Realismo magico.

## Biografia
Figlio di Pompeo Oppi, commerciante di scarpe, fin da giovane viaggia molto per seguire il padre, che spera che il figlio diventi suo collaboratore e impari il tedesco. Invece il giovane Ubaldo Oppi decide di seguire la propria passione per il disegno e nel 1906 si iscrive all'Accademia di nudo di Vienna, attratto dal gruppo della Secessione. Lì conosce il direttore Klimt. Tra il 1908 e il 1909 viaggia nell'Est Europa, dalla Germania alla Russia. Stabilitosi nel 1910 a Venezia espone come esordiente a Ca' Pesaro; nel 1911 è a Parigi, dove frequenta Severini che lo introduce negli ambienti parigini; qui conosce Modigliani e Picasso; al Louvre studia la pittura italiana del Quattrocento.
Dal 1912 Oppi produce una serie di nudi immersi nel paesaggio, in boschi dove il rapporto tra uomo e natura è rappresentato da danze e gruppi di uomini e donne in evidente armonia tra di loro e con l'ambiente. In seguito l'interesse dell'artista si concentra su soggetti che contemplano la miseria dell'essere umano, la solitudine e la povertà della vita. La semplicità e l'essenzialità della rappresentazione sono tratti fondamentali di questo ciclo, dominati dalla malinconia dello sguardo e dei gesti dei personaggi, le cui figure sono emaciate, esangui e caratterizzate da occhi a mandorla.
Verso la fine della prima stagione Oppi realizza opere stilizzate nella fredda trasparenza della luce e immobile durezza delle espressioni, con una forte valenza metafisica. Le figure femminili, molte delle quali sono riconducibili probabilmente alla modella Fernande Olivier (compagna di Picasso e da lui separatasi perché innamorata di Ubaldo) hanno occhi bistrati e velati di tristezza. A Parigi Ubaldo è chiamato Antinòus (Antinoo) perché è un bellissimo giovane, alto, con un viso maschio e un corpo atletico formatosi nell'esercizio di boxe, calcio e della pratica quotidiana di ginnastica.

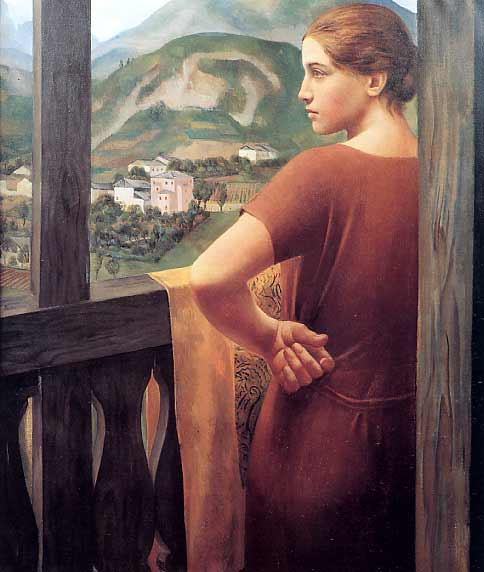
Donna alla finestra
1921

Sono gli anni 1913/14 in cui il tema dominante è un mondo di poveri, di emarginati, di figure sole e tristi, che lasciano trasparire l'oppressione e la rassegnazione.
È il periodo degli acquarelli prevalentemente monocromatici blu, in cui sembra profonda la consonanza con “i derelitti” del periodo blu di Picasso che peraltro Oppi, secondo la sua testimonianza a Persico, conosce soltanto successivamente.
Sono anche presenti acquarelli policromatici dove la mescolanza di più sfumature di colori tende a rendere meno angosciosa l'assenza di espressione dei visi e la vacuità degli sguardi.
Le immagini sono enigmatiche e mostrano, in un'atmosfera surreale, sguardi che non si incrociano mai.
Iniziato massone alla R.:L.: 10 Giugno all'Oriente di Vicenza il 18 maggio 1917, obbedienza G.O:I Palazzo Giustiniani. Tutta la sua pittura sarà sempre permeata di simbologia a chiaro riferimento massonico.
Alla stessa grande stagione appartengono gli innumerevoli disegni e acquarelli prodotti durante la guerra in cui combatte da tenente degli alpini (rimane ferito quattro volte sul Pasubio e alla battaglia della Bainsizza) e durante la prigionia nel campo di Mauthausen.
I soggetti sono ispirati soprattutto alla povera gente, famiglie di soldati, contadini, operai, madri con bambini e padri disoccupati davanti alla fabbrica, una raccolta di tipi proletari, disegnati con una pietas pudica e introversa.
I temi principali sono sempre la miseria, la constatazione delle fatiche dell'esistenza e il vagheggiamento di un mondo senza drammi.
A Ugo Ojetti che gli chiedeva cosa gli avesse insegnato l'esperienza della guerra Oppi rispondeva: “Un amore infinito verso gli uomini”.

## Il Dopoguerra

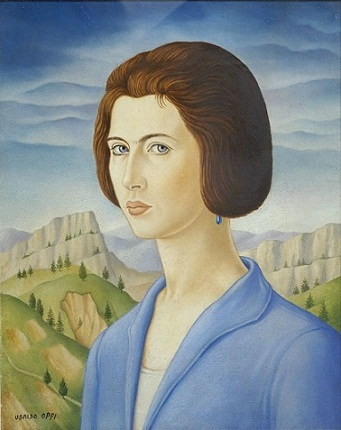
Volto di Dhely
1922

Con la fine del conflitto ha inizio la seconda grande stagione di Oppi. Il pauperismo della prima stagione si addolcisce intorno al 1919. Abbandona quasi completamente le influenze della sua formazione mitteleuropea (le cadenze impressioniste e simboliste, la macilenza delle figure).
Una nuova serenità permea la sua pittura quando conosce Adele Leoni, detta Dhely, che sposerà nel 1921; il suo nome apparirà spesso nei dipinti dell'artista. La coppia si trasferisce a Milano.
Sempre nel 1921 ottiene una lusinghiera affermazione al grande “Salon des Independants” di Parigi dove le sue opere vengono segnalate tra le più significative e sono particolarmente apprezzate per l'elegante, aristocratica oggettività.
La povertà narrata negli anni precedenti non scompare, ma si tramuta in una dimessa letizia del riposo dopo la fatica del lavoro quotidiano.
Dal 1913 al 1921 la pittura di Ubaldo Oppi rappresenta un tentativo di restaurazione dei valori intellettuali dell'arte che rivela, però, un'inquietudine di fondo, forse già un presentimento di conversione religiosa.
Nel 1922 Oppi è tra i sette fondatori del Novecento Italiano raccolto intorno a Margherita Sarfatti insieme con Bucci, Dudreville, Funi, Malerba, Marussig, Sironi.
È importante ricordare che “il Novecento”, movimento di cui Oppi fa parte in una posizione di grande importanza, è un'invenzione anzitutto italiana, per la quale gli artisti nostrani hanno avuto un ruolo fondamentale, anche se corrisponde a un orientamento della cultura internazionale nel momento della prima crisi delle avanguardie.

Il movimento novecentista interpreta un diffuso sentimento dell'arte, anticipato per molti aspetti, tra il 1918 e il 1921, da “Valori Plastici”, e ha in comune con “Ritorno all'ordine”, “Nuova Oggettività” e “Classicismo” le istanze di rivalutazione della figura di uomini e cose, astraendole e isolandole dalla vita intorno a loro.
Oppi interpreta queste esigenze senza dimenticare né tradire la “pietas” che l'ha sempre animato, conferendo alle sue opere schemi pittorici e compositivi di impronta quattrocentesca, sovente filtrati da primitivismo e da realismo asciutto e metafisico.
Questo movimento, soprattutto nei primi anni fino al 1926, è spesso caratterizzato da suggestioni di “realismo magico” e Ubaldo Oppi, viene proprio indicato da Franz Roh (grande teorico del Realismo Magico), come artista rappresentativo di questa formula che è mediazione tra naturalismo e metafisica (intesa come tensione e suggestione di sensi e significati nascosti delle cose e delle situazioni).
Gruppo del Novecento prima e Novecento Italiano poi non sono movimenti unitari per cultura e proposta estetica, ma lo sono per “tensione epica”, secondo Margherita Sarfatti nella sua “Storia della pittura moderna”.
Nei suoi articoli sul “Popolo d'Italia” la Sarfatti conia anche degli ossimori come “moderna classicità, “tradizione nuova”, “tradizione moderna”. Sua è l'affermazione “il nuovo è solo una delle infinite modulazioni dell'eterno”.
Coerenza non significa totale identificazione di modi e accenti, ma indica un obiettivo comune, il ritorno al figurativismo, il superamento di astrattismo, scomposizione, futurismo, cubismo e anche divisionismo e impressionismo.
Basta pensare a De Chirico, Severini, Martini, De Pisis per rilevare quanto stili e ispirazioni siano diversi tra loro.
Il Novecento milanese insiste particolarmente su un naturalismo di tipo purista senza inclinazioni primitiviste. L'adesione di Oppi al movimento è breve. 
Nel 1924 Oppi ottiene una sala personale alla XIV Biennale di Venezia e si distacca bruscamente dal gruppo. La sua figura è autonoma perché in lui è più forte ed esplicita la matrice mitteleuropea. Al suo segno tagliente, freddo, non possono essere estranee le esperienze maturate nei suoi soggiorni a Vienna e in Germania.
Nella presentazione di Oppi alla XIV Biennale di Venezia, Ugo Ojetti dice tra l'altro: “Con la sua arte egli vuole parlare a tutti, non più soltanto ai cenacoli... La figura umana, piena, bella, robusta, a dominio del paesaggio di fondo, è il suo soggetto preferito. È un'arte che si parte dal vero ma lo domina, lo sceglie, lo ordina, per creare qualcosa che sia più durevole e consolante della fugace realtà”.
Conciliare la tensione della relazione tra apparenza, realtà e verità, tra esistenza e cultura, tra uomo e natura, tra individuo e totalità, è il senso dell'annotazione di Ojetti.
La fama di Oppi cresce in Italia e all'estero. 

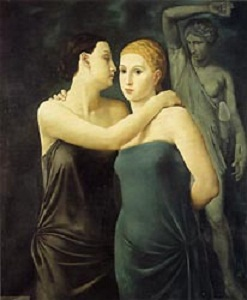
Le amiche
1924

Oppi, in seguito, sarà invitato a tutte le Biennali fra il 1926 e il 1932.
Sempre nel 1924 l'artista partecipa (con Casorati) alla Mostra Mondiale al Carnegie Institut di Pittsburgh e vince il secondo premio con “il Nudo Disteso”.
Ubaldo Oppi è forse il più importante esponente del Realismo Magico, stile che realizza grande suggestione nel raffigurare situazioni quotidiane immerse in una ambigua magica atmosfera, senza tempo.
Ciò è tanto vero, che il catalogo, edito in occasione della mostra “Realismo Magico” all'Arengario di Milano nel 1988, in copertina porta la riproduzione del suo famoso quadro “le Amiche”, ripreso anche sulla copertina di Arte di Aprile 2006, come presentazione del trionfo dei 50 anni di arte spettacolare italiana alla grande mostra del Grand Palais di Parigi.

## Ultimo periodo
L'ultima stagione ha inizio nel 1932 e coincide con il suo ritiro a Vicenza; una crisi mistica avvicina Oppi alla pittura religiosa. In una lettera a Persico, Oppi così si esprime: “La lunga amorosa insistenza di mia madre iniziò il mio ritorno alla Chiesa cattolica. L'amico Tullio Garbari, con l'esempio e la parola, e le prime voci di mio figlio mi confortarono nella riconquista della fede”.  È il ritorno definitivo della sua pittura allo spirito classico.
Famosi sono gli affreschi con storie francescane del 1927/28 della cappella di S. Francesco nella Basilica di Sant'Antonio di Padova; un lavoro iniziato nel soffitto  e nelle lunette superiori da Adolfo de Carolis e interrotto per la morte prematura dell'artista. Oppi li conclude con perizia nel 1932. Successivamente si dedica alla chiesa di Santa Maria a Bolzano Vicentino con gli affreschi del 1934/35, dove il contadino raffigura Ubaldo giovane e il bambino raffigura suo figlio (figura praticamente ripresa da quella già presente nella cappella di S. Francesco a Padova). Sullo sfondo del grande affresco si intravedono anche i luoghi della guerra (le montagne del Pasubio e del Summano) dove Oppi ha combattuto coraggiosamente. In tutti i suoi affreschi è evidente la preziosa prerogativa della robustezza del suo disegno. Ubaldo Oppi, in un'intervista al Popolo d'Italia del 1937 dichiara: “Per tornare a sentire l'ispirazione e credere nell'arte religiosa, bisogna venir qui, nei paesi lontani da ogni tumulto, a trovare una chiesa (l'allusione è chiaramente alla Chiesa di Bolzano Vicentino) dove poter richiamare dal cielo i santi e gli angeli”. Del periodo religioso sono tantissime le pale e gli affreschi presenti nelle chiese venete. Un primo grande esempio di arte sacra è la pala d'altare di S. Venanzio del 1926 consacrata nella Pieve di Valdobbiadene. 
Nel periodo vicentino, oltre ai soggetti religiosi, Oppi dipinge molto su commissione di privati, spesso rivisitando sue opere dei momenti in cui l'ispirazione era quella delle grandi stagioni passate.
Nella Seconda guerra mondiale Oppi viene richiamato alle armi nel Corpo degli alpini con il grado di tenente colonnello. Viene assegnato di stanza a Lussinpiccolo, ma viene presto congedato perché malato e ricondotto a Vicenza, dove muore nel 1942.

## Critica
La pittura di Ubaldo Oppi va pensata come un'unica ininterrotta meditazione esistenziale, una tensione verso la classicità elegiaca, una classicità poetica di tono malinconico, di mestizia nostalgica, forse l'unica possibile espressione di “classicità moderna”, per dirlo con uno degli ossimori della Sarfatti.
Tutto nella sua pittura concorre a suscitare un'idea di simbolica astrazione accentuata, dopo la prima stagione, da rappresentazioni di ambienti architettonici metafisici novecentisti ispiratigli dalla pittura italiana del ‘400.
Ugo Nebbia ne parla così: “Oppi un artista fra i più degni di sintetizzare l'attuale momento della nostra pittura. Nelle opere presentate alla XIV Biennale di Venezia realizza un magistero di forma che colpisce ancor prima di convincere.”

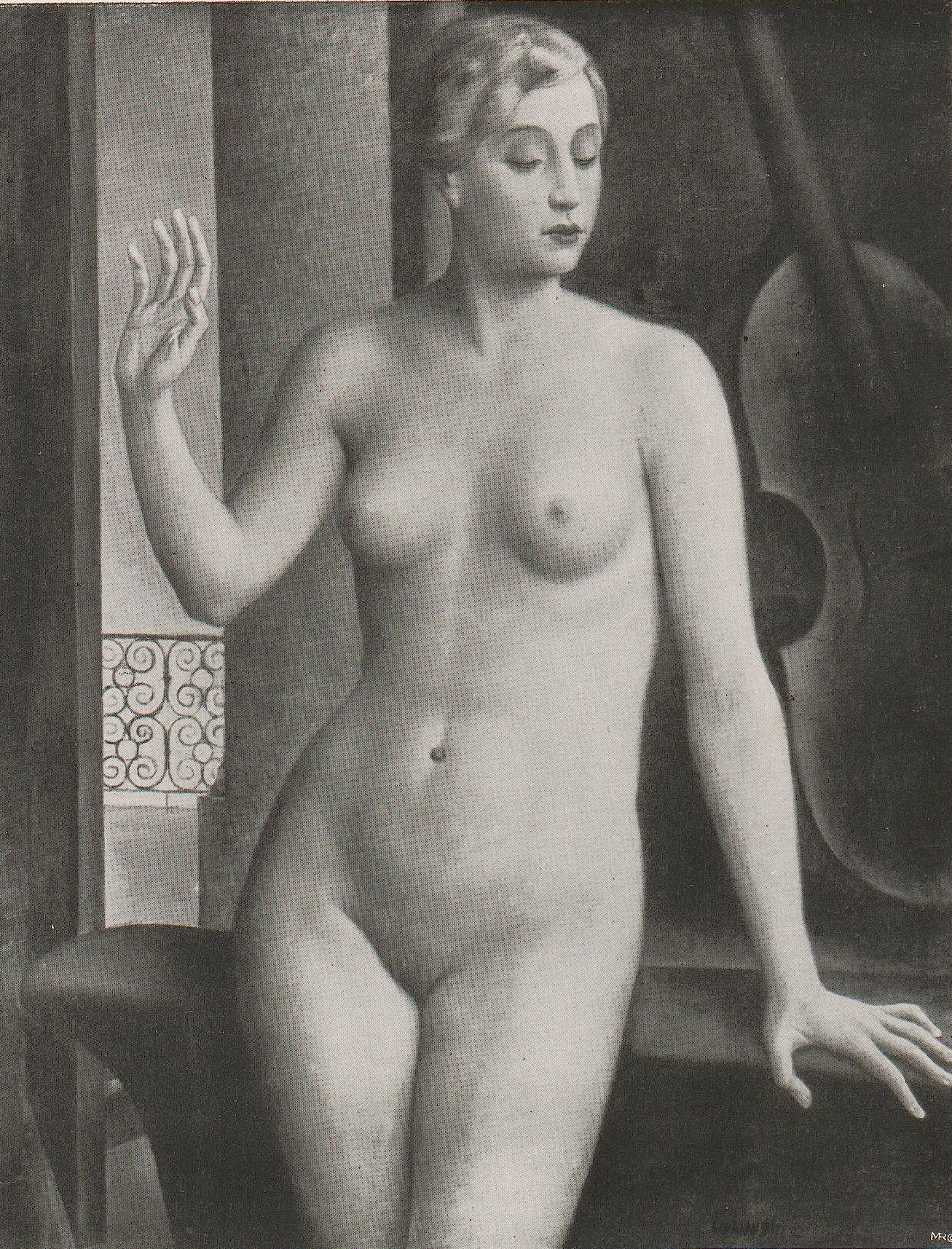
Nudo
ca 1928

L'Oppi della piena stagione novecentista tra il 1924 e il 1932 predilige ambienti spogli ma con grandi drappeggi, come sipari teatrali, in cui la figura umana, specie quella femminile, si ammorbidisce e diventa carnosa e sensuale secondo un marcato classicismo delle forme.
Anche i suoi nudi, violenti nell'ostentazione fisica, sono immersi in un'atmosfera incantata che ne mitiga la sensualità.
Oppi, come tutto il movimento novecentista, e in generale il neoclassicismo europeo, pone nuovamente l'uomo al centro dell'universo.
Il linguaggio pittorico è nitido e il disegno è ispirato dalla lezione dei maestri antichi (al Louvre, come già detto, ha studiato e ammirato il Quattrocento Italiano) e anche da statue e fotografie.
La sua arte rappresenta uno tra i momenti più alti del Novecento e testimonia una sua tangenza con la Neue Sachlichkeit tedesca. Ubaldo Oppi possiede il segreto di far vivere le mani.
Giuseppe De Mori nel 1937 scrive sugli affreschi a carattere religioso: “Non c'è in Italia saggio d'arte sacra moderna che regga il confronto con i freschi di Ubaldo Oppi, in cui egli si conferma precursore e maestro”; infatti il tempo rende i colori delle sue pitture murali più trasparenti e luminosi, a testimonianza dell'intuito del pittore nell'antivedere la tonalità definitiva dell'affresco, così diversa dal colore che viene impregnato nella calce e che in un primo momento può apparire persino smaccato".